# Euchromia creusa
Euchromia creusa är en fjärilsart som beskrevs av Carl von Linné 1758. Euchromia creusa ingår i släktet Euchromia och familjen björnspinnare. Inga underarter finns listade i Catalogue of Life.

## Bildgalleri

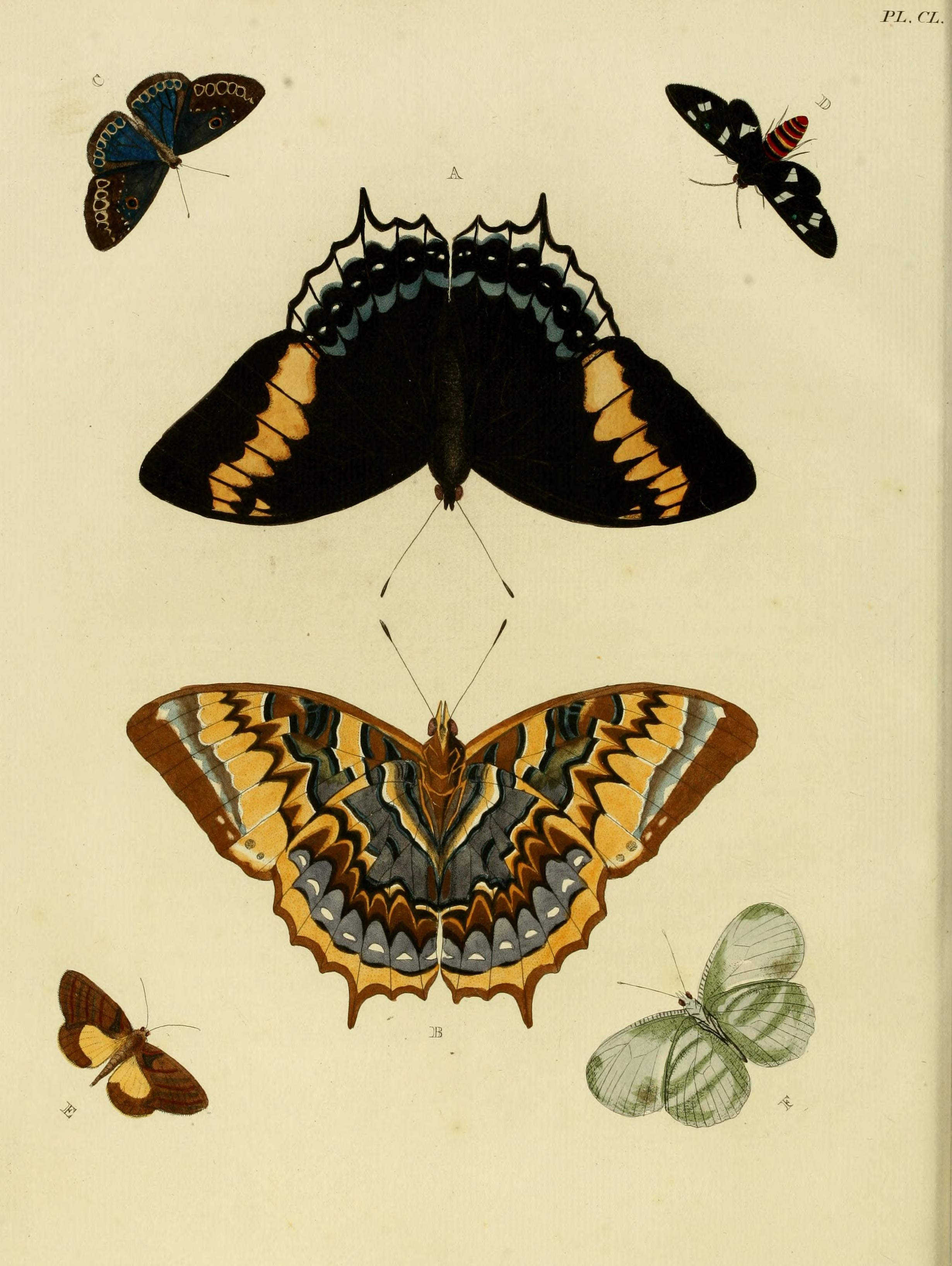
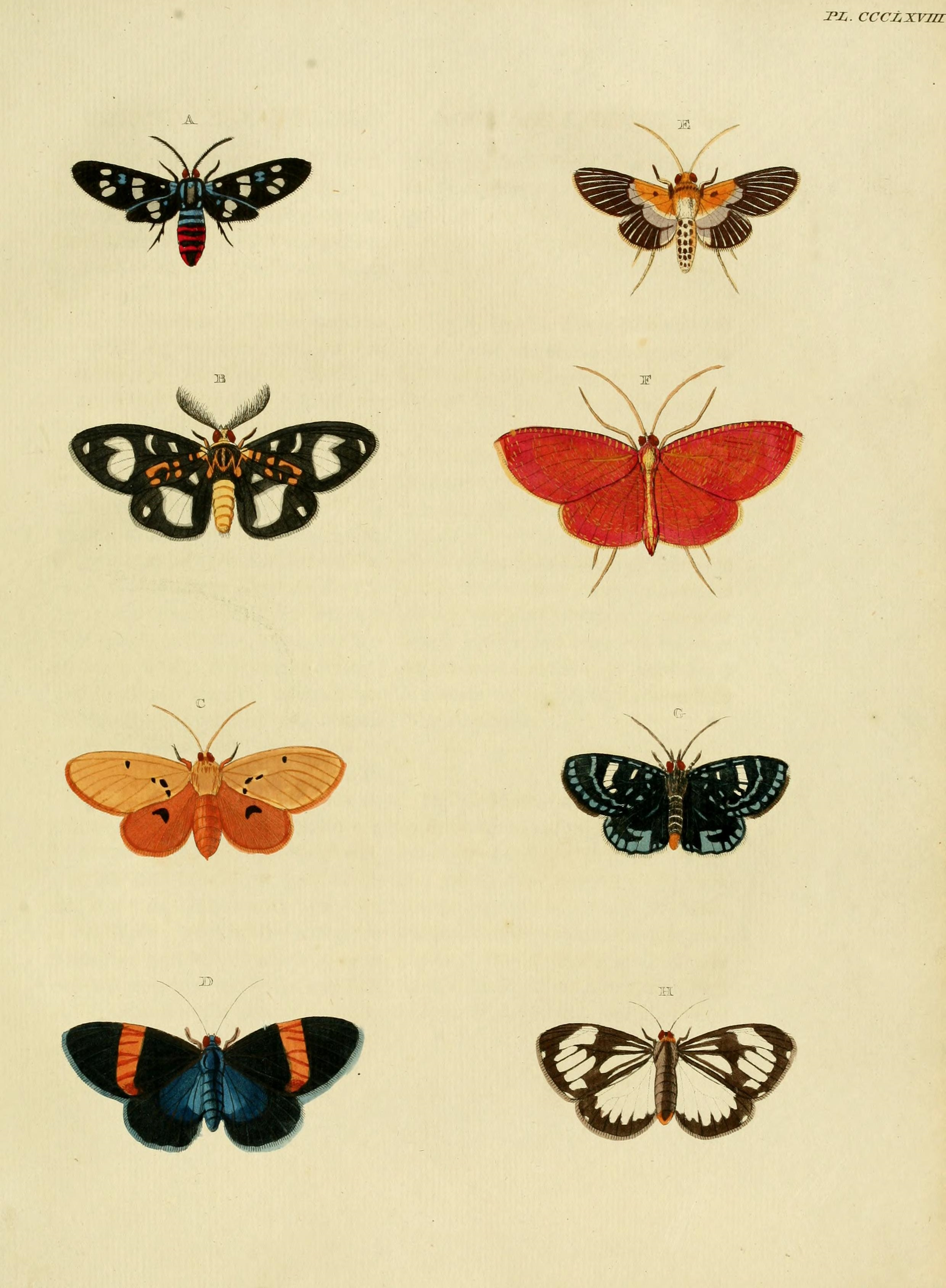